# Hui (langue)
Pour les articles homonymes, voir Hui.
Le hui  ou huiyu  (chinois simplifié : 徽语 ; chinois traditionnel : 徽語 ; pinyin : Huīyǔ), huizhou-hua (chinois simplifié : 徽州话 ; chinois traditionnel : 徽州話 ; Hanyu Pinyin: Huīzhōu huà), parfois Huainanhua (chinois simplifié : 淮南话 ; chinois traditionnel : 淮南話 ; pinyin : Huáinán huà), est une langue de la famille des langues sino-tibétaines chinoises. Sa distribution et son statut exacts sont discutés par les linguistes. Elle est parlée dans le sud de la province de l'Anhui et dans certaines parties des provinces voisines du Zhejiang et du Jiangxi, soit 12 districts au total. Certains le considèrent comme une variété du wu, alors que pour d'autres il fait partie du gan, pour d'autres encore il s'agit d'une langue indépendante. 
Le hui est parlé sur une aire restreinte par rapport à d'autres langues chinoises : celle-ci comprend seulement dix districts montagneux du sud de la province de l'Anhui, ainsi que du Zhejiang et du Jiangxi voisins. De plus, chaque district possède son propre dialecte, qui peut être inintelligible avec les dialectes d'autres districts. La conséquence est que le bi- ou le multilinguisme est courant chez les habitants de la région parlant le hui. 
Comme pour d'autres variétés de langues chinoises, les discussions sont nombreuses[Lesquelles ?] quant au statut du hui en tant que langue ou dialecte.

## Dialectes
Le hui peut être divisé en cinq dialectes :
- le jixi-shexian, parlé dans les districts de Jixi, She, Jingde et Huizhou, et à Ningguo, dans la province de l'Anhui, ainsi que dans le district de Chun'an, dans la province du Zhejiang ;
- le xiuning-yixian, parlé dans les districts de Tunxi, Huangshan, Xiuning, Yi et Qimen, dans la province de l'Anhui, ainsi que dans le district de Wuyuan, dans la province du Jiangxi ;
- le qimen-dexing, parlé dans les districts de Qimen et Dongzhi, dans la province de l'Anhui, ainsi que dans les districts de Fuliang et Wuyuan et à Dexing, dans la province du Jiangxi ;
- le yanzhou, parlé dans le district de Chun'an et à Jiande, dans la province du Zhejiang ;
- le jingde-zhanda, parlé dans les districts de Jingde, Qimen, Shitai, Yi, et à Ningguo, dans la province de l'Anhui.

## Caractéristiques
Dun point de vue phonologique, le hui est connu pour sa perte importante de codas, incluant -i, -u, et les nasales :
| Sinogramme | Signification | Hui de Tunxi | Mandarin de Pékin |
| ---------- | ------------- | ------------ | ----------------- |
| 燒         | brûler        | /ɕiɔ/        | /ʂɑu/             |
| 柴         | bois de feu   | /sa/         | /tʂʰai/           |
| 綫         | ligne         | /siːɛ/       | /ɕiɛn/            |
| 張         | feuille       | /tɕiau/      | /tʂɑŋ/            |
| 網         | toile         | /mau/        | /wɑŋ/             |
| 檻         | seuil         | /kʰɔ/        | /kʰan/            |

De nombreux dialectes du Hui ont des diphtongues avec une voyelle fermée, allongée au début. Par exemple, 話 « parole » est /uːɜ/ dans le district de Xiuning (putonghua /xuɑ/), 園 « jardin » est /yːɛ/ dans le district de Xiuning (putonghua /yɛn/) ; 結 « nœud » est /tɕiːaʔ/ dans le district de Yi (Putonghua /tɕiɛ/), 約 « accord » est /iːuʔ/ dans le district de Yi (putonghua /yɛ/). Certaines zones poussent cela à l'extrême : par exemple, à Likou dans le district de Qimen, /fũːmɛ̃/ pour 飯 « riz » (putonghua /fan/), avec /m/ apparaissant directement comme résultat de l'allongement, nasalisé /ũː/.
Parce que les codes nasaux ont largement disparu, le Hui a amené la fin /-n/ comme diminutif. Par exemple, dans le dialecte de Tunxi, on peut noter 索 « corde » /soːn/ < /soʔ/ + /-n/.